# Ngữ pháp tiếng Hungary
Ngữ pháp tiếng Hungary là tập hợp các quy tắc sử dụng của tiếng Hungary, một ngôn ngữ thuộc ngữ hệ Ural được nói chủ yếu ở Hungary và các nước lân cận.
Nhìn chung, tiếng Hungary là một ngôn ngữ chắp dính, trong đó các yếu tố ngữ nghĩa và ngữ pháp được điều chỉnh chủ yếu bằng hệ thống phụ tố mà ở đây chủ yếu là hậu tố thay vì bằng các hình vị biệt lập. Các phụ tố này đều tuân theo các quy tắc hài hòa nguyên âm nghiêm ngặt.
Động từ chia theo tính xác định, thì, trạng, ngôi và số. Danh từ có thể biến tố theo 18 cách, mỗi cách nói chung tương ứng với một giới từ trong các ngôn ngữ đơn lập.
Tiếng Hungary là một ngôn ngữ đề-thuyết, tức là trật tự từ chủ yếu phụ thuộc vào việc đâu là thông tin chính, thông tin phụ, thông tin đã biết và thông tin chưa biết, thay vì phụ thuộc vào quan hệ ngữ pháp/ngữ nghĩa giữa chúng.

## Trật tự từ
Câu thông thường có trật tự từ chủ-động-tân, tuy nhiên nhiều khi người nói có thể lược chủ ngữ không quan trọng mà câu vẫn đúng ngữ pháp. Trong một câu, thông tin được nhấn mạnh là thông tin (một từ hoặc một danh ngữ) đứng ngay trước động từ đã chia. Có bốn thành phần trong một câu: chủ đề (còn gọi là đề), thông tin chính (còn gọi là thuyết), động từ và phần còn lại. Trong đó, phần thuyết chỉ có thể chứa một danh từ hoặc một danh ngữ.

### Chức năng nhấn mạnh
Sử dụng các trật tự từ khác nhau để biểu đạt cùng một ý có thể thể hiện các sắc thái nhấn mạnh khác nhau. Ví dụ như câu János tegnap elvitt két könyvet Péternek. (Hôm qua János đã mang hai quyển sách tới cho Péter) dùng các từ/ngữ là János ("János", cách chủ ngữ), tegnap ("hôm qua"), elvitt ("mang", thì quá khứ), két könyvet ("hai quyển sách", cách tân ngữ trực tiếp) và Péternek ("Péter", cách tân ngữ gián tiếp):
| Đề          | Đề     | Thuyết      | Động từ | Phần còn lại                       | Nghĩa nhấn mạnh |
| ----------- | ------ | ----------- | ------- | ---------------------------------- | --- |
| János       | tegnap | ∅           | elvitt  | két könyvet Péternek.              | Hôm qua János đã mang hai quyển sách tới cho Péter. (Đây là một câu đơn giản trần thuật hành động đã xảy ra trong quá khứ, không có nghĩa nhấn mạnh)                                                                                                   |
| János       | tegnap | két könyvet | vitt el | Péternek.                          | Nhấn mạnh vào đối tượng "hai quyển sách" trong bối cảnh nói về János ngày hôm qua, ý chỉ János mang cho Péter chỉ có đúng hai quyển sách thôi, và không có gì khác.                                                                                    |
| János       | ∅      | tegnap      | vitt el | két könyvet Péternek.              | Nhấn mạnh vào thời điểm "hôm qua" trong bối cảnh nói về hoạt động của János, ý chỉ János có thể thỉnh thoảng mang hoặc không mang sách cho Péter vào những hôm khác, nhưng người nói khẳng định chính hôm qua là ngày mà János có mang sách cho Péter. |
| ∅           | ∅      | János       | vitt el | tegnap két könyvet Péternek.       | Nhấn mạnh vào đối tượng "János", ý chỉ chính János chứ không phải ai khác đã mang sách cho Péter. |
| ∅           | ∅      | Péternek    | vitt el | tegnap János két könyvet.          | Nhấn mạnh vào đối tượng "Péter" còn đối tượng "János" là đối tượng chưa biết, ý trần thuật lại hành động từ điểm nhìn của Péter. |
| János       | tegnap | Péternek    | vitt el | két könyvet.                       | Cũng nhấn mạnh vào đối tượng "Péter" nhưng trong bối cảnh đang nói về János ngày hôm qua, ý chỉ hôm qua Péter chứ không phải ai khác chính là người mà János mang sách cho.                                                                            |
| ∅           | ∅      | ∅           | Elvitt  | János tegnap két könyvet Péternek. | Nhấn mạnh vào hành động "mang", ý chỉ là hôm qua hành động János mang hai quyển sách tới cho Péter đã được hoàn thành (và giờ hai quyển sách ấy đang ở chỗ Péter chẳng hạn)                                                                            |
| Két könyvet | tegnap | ∅           | elvitt  | János Péternek.                    | Cũng nhấn mạnh vào hành động "mang", nhưng trong bối cảnh đang nói về hai quyển sách ngày hôm qua; đối tượng "hai quyển sách" ở đây không phải nội dung chính mà là János cũng đã mang cả cái gì đấy nữa đến cho Péter chẳng hạn                       |
| ∅           | ∅      | Két könyvet | vitt el | János tegnap Péternek.             | Cũng nhấn mạnh vào đối tượng "hai quyển sách" như ví dụ thứ hai, nhưng ở đây người nói không đề cập đến bối cảnh hoạt động của János ngày hôm qua mà chỉ nhấn mạnh rằng János mang cho Péter hai quyển sách và không có gì khác.                       |

Lưu ý rằng khi phần thuyết có trong câu mà động từ (elvitt) là động từ có tiền tố thì tiền tố phải tách ra đặt sau đuôi động từ (vitt el). Làm như vậy để phân biệt khi chỉ có một danh ngữ đứng trước động từ: danh ngữ đó là đề khi động từ không tách và là thuyết khi động từ bị tách.

## Hình thái học
Tiếng Hungary là một ngôn ngữ chắp dính; thông tin ngữ pháp chủ yếu được truyền đạt bằng hậu tố: "trên bàn" = asztalon, "lúc 5 giờ" = öt órakor. Cá biệt có một tiền tố, đó là leg- chỉ so sánh hơn nhất.

### Hậu tố chỉ người
| Đại từ nhân xưng                        | Đại từ nhân xưng | Giới từ | Giới từ | Danh từ | Động từ | Động từ | Quy tắc                    |
| Cách chủ ngữ                            | Cách tân ngữ trực tiếp | Hậu tố chỉ người | Hậu tố chỉ người | Hậu tố sở hữu | Hiện tại không xác định | Hiện tại xác định | Quy tắc                    |
| --------------------------------------- | --- | --- | --- | --- | --- | --- | -------------------------- |
| tôi/bạn/anh ấy/cô ấy/nó/chúng tôi/v.v.  | tôi/bạn/anh ấy/cô ấy/nó/chúng tôi/v.v. | ở chỗ tôi/bạn/anh ấy/v.v. | bên dưới tôi/bạn/anh ấy/v.v. | căn hộ của tôi/bạn/anh ấy/v.v. | Tôi/Bạn/Anh ấy/v.v. thấy | Tôi/Bạn/Anh ấy/v.v. thấy nó | Quy tắc                    |
| én                                      | engem | nálam | alattam | lakásom | látok | látom | -om/-am/-em/-öm            |
| te                                      | téged | nálad | alattad | lakásod | látsz | látod | -od/-ad/-ed/-öd            |
| ő                                       | őt | nála | alatta | lakása | lát | látja | -a/-e                      |
| mi                                      | minket | nálunk | alattunk | lakásunk | látunk | látjuk | -unk/-ünk                  |
| ti                                      | titeket | nálatok | alattatok | lakásotok | láttok | látjátok | -tok/-tek/-tök             |
| ők                                      | őket | náluk | alattuk | lakásuk | látnak | látják | -k                         |
| Ngôi thứ hai thể trang trọng (dưới đây) | "Maga" (số ít) và "Maguk" (số nhiều) dùng khi người vai vế trên muốn nói lịch sự với người vai vế dưới. "Ön" (số ít) và "Önök" (số nhiều) dùng khi người vai vế dưới muốn dùng kính ngữ với người vai vế trên hoặc khi nói chuyện với người cao tuổi. | "Maga" (số ít) và "Maguk" (số nhiều) dùng khi người vai vế trên muốn nói lịch sự với người vai vế dưới. "Ön" (số ít) và "Önök" (số nhiều) dùng khi người vai vế dưới muốn dùng kính ngữ với người vai vế trên hoặc khi nói chuyện với người cao tuổi. | "Maga" (số ít) và "Maguk" (số nhiều) dùng khi người vai vế trên muốn nói lịch sự với người vai vế dưới. "Ön" (số ít) và "Önök" (số nhiều) dùng khi người vai vế dưới muốn dùng kính ngữ với người vai vế trên hoặc khi nói chuyện với người cao tuổi. | "Maga" (số ít) và "Maguk" (số nhiều) dùng khi người vai vế trên muốn nói lịch sự với người vai vế dưới. "Ön" (số ít) và "Önök" (số nhiều) dùng khi người vai vế dưới muốn dùng kính ngữ với người vai vế trên hoặc khi nói chuyện với người cao tuổi. | "Maga" (số ít) và "Maguk" (số nhiều) dùng khi người vai vế trên muốn nói lịch sự với người vai vế dưới. "Ön" (số ít) và "Önök" (số nhiều) dùng khi người vai vế dưới muốn dùng kính ngữ với người vai vế trên hoặc khi nói chuyện với người cao tuổi. | "Maga" (số ít) và "Maguk" (số nhiều) dùng khi người vai vế trên muốn nói lịch sự với người vai vế dưới. "Ön" (số ít) và "Önök" (số nhiều) dùng khi người vai vế dưới muốn dùng kính ngữ với người vai vế trên hoặc khi nói chuyện với người cao tuổi. |                            |
| Ön, Maga                                | Önt Magát | Önnél Magánál | Ön alatt Maga alatt | az Ön lakása a Maga lakása | Ön lát Maga lát | Ön látja Maga látja | -a/-e hoặc không có hậu tố |
| Önök, Maguk                             | Önöket Magukat | Önöknél Maguknál | Önök alatt Maguk alatt | az Önök lakása a Maguk lakása | Önök látnak Maguk látnak | Önök látják Maguk látják | -k hoặc không có hậu tố    |

### Hài hoà nguyên âm ở hậu tố
Hình thái tiếng Hungary nói chung đều tuân theo nguyên tắc hài hoà nguyên âm, trong đó chủ yếu là phân biệt giữa hệ thống nguyên âm trước và sau; một số hậu tố đặc biệt còn có phân biệt giữa nguyên âm trước tròn môi và trước không tròn môi. Điều này có nghĩa là mỗi hậu tố sẽ có nhiều dạng khác nhau, các dạng này đều có cùng thành phần phụ âm nhưng thành phần nguyên âm thì khác nhau và mỗi từ chỉ được gắn với một trong các dạng này tuỳ theo thành phần nguyên âm của từ đó là gì.
Lưu ý rằng khi thêm hậu tố, phải kéo dài nguyên âm a và e ở đuôi của thân từ cũng như o và ö ở đuôi của thân từ mượn nếu có: alma → almát, mese → mesét, pianó → pianót, Malmö → Malmőt.  Các nguyên âm ngắn i, u và ü không phải kéo dài: ami → amit, kapu → kaput, menü → menüt.
Các nguyên âm có cùng độ mở và độ dài nhưng khác biệt về độ sâu hoặc độ tròn môi thì được coi là song song. Mỗi cặp hay bộ ba nguyên âm song song thường sẽ làm phát sinh hai hay ba dạng hậu tố khác nhau, trong đó mỗi dạng chứa một nguyên âm trong cặp/bộ ba:
| Độ dài | Độ sâu | Độ sâu         | Độ sâu   |
| Độ dài | Sau    | Trước          | Trước    |
| Độ dài | Sau    | Không tròn môi | Tròn môi |
| ------ | ------ | -------------- | -------- |
| Ngắn   | o      | e              | ö        |
| Ngắn   | a      | e              |          |
| Ngắn   | u      |                | ü        |
| Dài    | á      | é              |          |
| Dài    | ú      |                | ű        |
| Dài    | ó      |                | ő        |

Chú ý rằng i không xuất hiện trong bảng này, bởi i không chịu ảnh hưởng của hài hoà nguyên âm và có thể đi với cả nguyên âm trước lẫn sau mặc dù i là nguyên âm trước.

## Danh ngữ

### Cách của danh từ
Danh từ được biến cách theo cách để chỉ mối quan hệ của đối tượng được tả với các đối tượng khác trong câu. Chức năng này tiếng Việt không có và thay vào đó biểu thị bằng hệ thống giới từ. Tương tự các ngôn ngữ Ural khác như tiếng Phần Lan hay tiếng Estonia, tiếng Hungary có hệ thống cách danh từ rất rộng, gồm 18 dạng biến cách danh từ khác nhau, thể hiện các quan hệ về ý nghĩa và không thời gian. Lưu ý rằng nhiều chức năng ngữ pháp có cùng một thể biến cách nên được coi như là cùng một cách, như số 3, 4 và 5 dưới đây. Lấy ví dụ danh từ virág (bông hoa):
| Nhóm               | Cách | Cách             | Cách         | Cách           | Biến cách | Ý nghĩa                                                                        |
| Nhóm               | STT  | Tiếng Việt       | Tiếng Anh    | Tiếng Hungary  | Biến cách | Ý nghĩa                                                                        |
| ------------------ | ---- | ---------------- | ------------ | -------------- | --------- | ------------------------------------------------------------------------------ |
| Quan hệ ngữ nghĩa  | 1    | Cách chủ ngữ     | Nominative   | Nominativus    | virág     | Làm chủ ngữ: "Bông hoa đã chết" (a virág meghalt)                              |
| Quan hệ ngữ nghĩa  | 2    | Cách trực tiếp   | Accusative   | Accusativus    | virágot   | Làm tân ngữ trực tiếp: "Tôi đã ăn bông hoa" (megettem a virágot)               |
| Quan hệ ngữ nghĩa  | 3    | Cách gián tiếp   | Dative       | Dativus        | virágnak  | Làm tân ngữ gián tiếp: "Tôi mang cà phê cho bông hoa" (kávét adtam a virágnak) |
| Quan hệ ngữ nghĩa  | 3    | Cách sở hữu      | Genitive     | Genitivus      | virágnak  | Làm vật sở hữu: "Cà phê của bông hoa" (a virágnak kávéja)                      |
| Quan hệ ngữ nghĩa  | 4    | Cách công cụ     | Instrumental | Instrumentalis | virággal  | Làm công cụ thực hiện hành động: "Tôi đi lại bằng bông hoa" (utazom virággal)  |
| Quan hệ ngữ nghĩa  | 4    | Cách tương hỗ    | Comitative   | Comitativus    | virággal  | Làm đối tượng đồng hành: "Tôi chơi với bông hoa" (játszom a virággal)          |
| Quan hệ ngữ nghĩa  | 5    | Cách nguyên nhân | Causal       | Causalis       | virágért  |                                                                                |
| Quan hệ ngữ nghĩa  | 5    | Cách mục đích    | Final        | Finalis        | virágért  |                                                                                |
| Quan hệ ngữ nghĩa  | 6    | Cách chuyển hoá  | Translative  | Translativus   | virággá   |                                                                                |
| Quan hệ ngữ nghĩa  | 7    | Cách hoàn thành  | Terminative  | Terminativus   | virágig   |                                                                                |
| Quan hệ không gian |      |                  |              |                |           |                                                                                |